# Thays Beleze
Thays Maria Beleze Costa (Cascavel, 16 de abril  de 1977) é uma jornalista brasileira.

## Biografia
É formada em Jornalismo pela Universidade Estadual de Ponta Grossa.
Começou a trabalhar na RPC em 2000, como repórter da TV Cataratas, em Foz do Iguaçu. Depois, se tornou editora e apresentadora. Em 2002, foi transferida para a nova emissora do grupo na época: a RPC TV Oeste de Cascavel, assumindo a edição e a apresentação. Um ano depois, mudou-se para Curitiba, onde fez parte da equipe do Bom Dia Paraná. Já foi uma das âncoras do Paraná TV - 1ª Edição. Em fevereiro de 2016 transferiu-se para a Rede Massa (afiliada do SBT no Paraná) para a apresentação do telejornal noturno SBT Paraná   onde permaneceu até setembro de 2018. Em sua saída, Thays fez questão de agradecer o público que a acompanhou durante os 18 anos em que ela permaneceu no jornalismo diário e disse que agora se dedicará a novos projetos pessoais. O SBT Paraná passa a ser apresentado por Lucian Pichetti e Eduardo Scola.  